# Isabel Vaillancourt
Pour les articles homonymes, voir Vaillancourt.
 (septembre 2016).
Isabel Vaillancourt est une écrivaine québécoise, née en 1950 à Sainte-Marguerite-Marie dans le comté de La Matapédia.

## Biographie
Elle naît au sein d'une famille modeste ; son père est mineur et sa mère serveuse dans des restaurants. La fratrie compte deux sœurs et trois frères.
Elle se met à l'écriture dès son adolescence et ne cessera d'écrire par la suite. Ses romans exploitent surtout les faiblesses intérieures de l'être humain et les conflits qui en découlent.
Elle est membre de l'Union des écrivains québécois, du Cercle des écrivains de l'Abitibi-Témiscamingue, de même que du Conseil de la culture de l'Abitibi-Témiscamingue.
Elle a participé à plusieurs reprises au Salon du livre de l'Abitibi-Témiscamingue, notamment à Rouyn-Noranda, en 2017, où elle a lancé son roman Coupables, publié aux Éditions du Quartz, et à Amos, en 2019.
Elle pratique la profession d'infirmière depuis 1983.

## Principales publications
- Le Vieux Maudit
- Angela
- Madame de Siam
- Les Mauvaises Fréquentations
- Les Enfants Beaudet
- Rose la pie
- Dans les pas de Caïn (présélectionné pour le prix France-Québec en 2011)
- Ma sœur m'a volé mon chum.
- Coupables[2]
- Ça va aller[3]